# وانیش-آلپائوتوو
وانیش-آلپائوتوو (انگلیسی: Vanysh-Alpautovo) یک شهرک در شهرستان بورایفسکی باشقیرستان کشور روسیه است.